# شريان لسفل (يهر)

تعديل مصدري - تعديل

شريان لسفل هي إحدى قرى عزلة يهر بمديرية يهر التابعة لمحافظة لحج، بلغ تعداد سكانها 72 نسمة حسب تعداد اليمن لعام 2004.